# Aoyamas begravningsplats
Aoyamas begravningsplats, japanska: 青山霊園 (Aoyama Reien), är en centralt belägen begravningsplats i Tokyo. Den är belägen i området Aoyama i stadsdelskommunen Minato.
Begravningsplatsen etablerades 1872 på Aoyamaklanens(en) tidigare mark. Den var ursprungligen en Shintobegravningsplats, men gjordes snart om till en allmän begravningsplats. År 1889 fördes driften över till Tokyo stad.

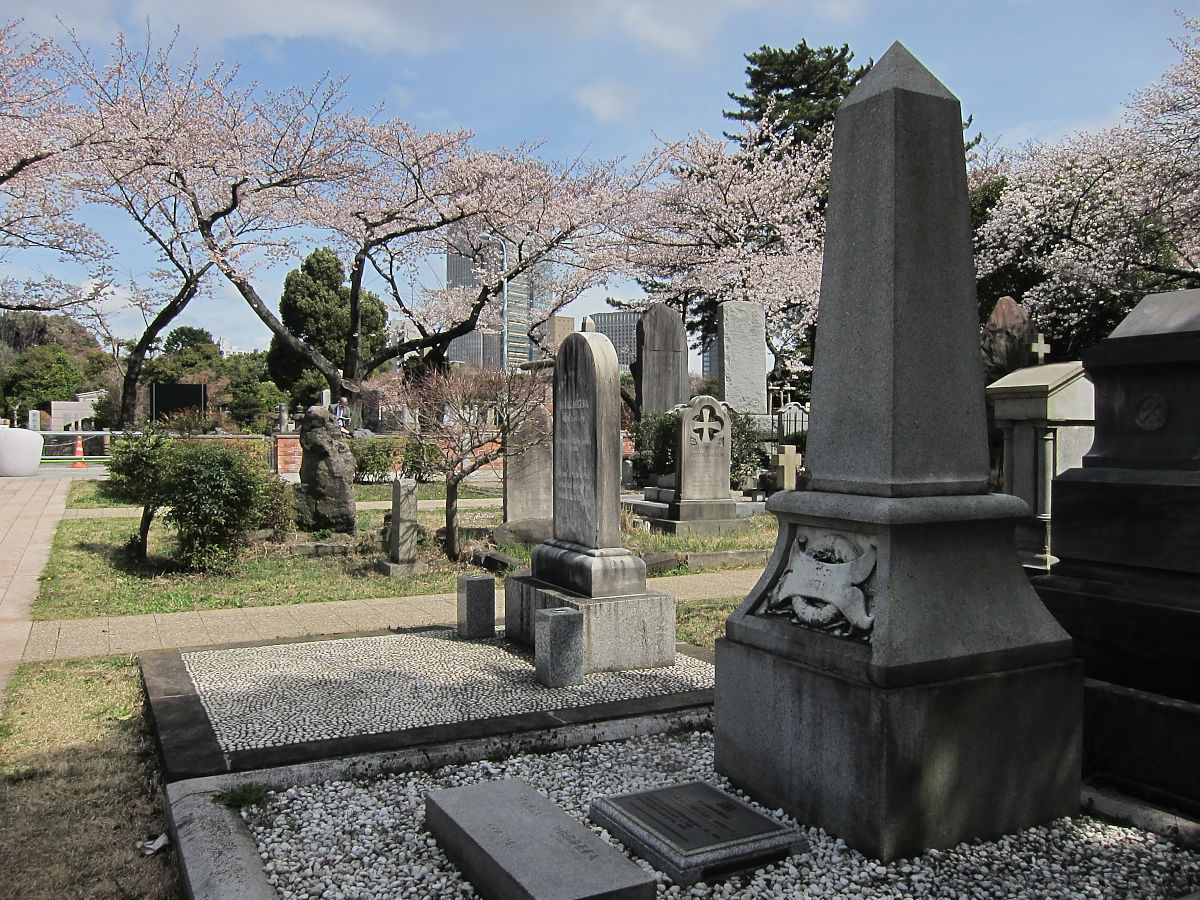
Utländska sektionen.

Det finns även en särskild avdelning med gravar för utlänningar, ett av få exempel på begravningsplatser för utlänningar(en) i Japan.
På begravningsplatsen finns det gott om körsbärsträd, så den är även ett populärt besöksmål för hanami.

## Gravsatta
Automatiskt genererad lista (förklaring)
- Okubo Toshimichi, 1878-05-14

- Komura Jutaro, 1911-11-25

- Nogi Maresuke, 1912-09-13

- Hayashi Tadasu, 1913-07-10

- Kato Tomosaburo, 1923-08-24

- Matsukata Masayoshi, 1924-07-02

- Uryū Shigeko, 1928-11-03

- Gotō Shinpei, 1929-04-13

- Kitasato Shibasaburō, 1931-06-13

- Hamaguchi Osachi, 1931-08-26

- Tsuyoshi Inukai, 1932-05-15

- Yamamoto Gonnohyōe, 1933-12-08

- Bunzō Hayata, 1934-01-13

- Hachikō, 1935-03-08

- Takeichi Nishi, 1945-03-22

- Shigenori Togo, 1950-07-23

- Kuniaki Koiso, 1950-11-03

- Hayato Ikeda, 1965-08-13

- Yoshida Shigeru, 1967-10-20

- Nakamura Utaemon VI, 2001-03-31

- Hiroshi Teshigahara, 2001-04-14